# 关山亲水公园
关山亲水公园是台湾首座以空污防治所建立的环保公园，視野絕佳，原本為一處河川砂礫地，位于关山车站后方新武吕溪畔，占地约32公顷，以亲水活动及亲水生态为主题，是台东县关山镇具指标性的观光风景区。

## 外部連結
- 關山親水公園 - 關山鎮公所 （页面存档备份，存于）
- 關山親水公園 - 台東觀光旅遊網 （页面存档备份，存于）
- 關山親水公園－花東縱谷國家風景區 （页面存档备份，存于）